# Sulejów
Sulejów – miasto w powiecie piotrkowskim, województwie łódzkim, siedziba gminy Sulejów, nad rzeką Pilicą i strugą Radońką. Według danych GUS z 31 grudnia 2019 r. miasto liczyło 6177 mieszkańców. W latach 1975–1998 miasto administracyjnie należało do woj. piotrkowskiego. Po zbudowaniu w latach 1969–1973 tamy na Pilicy w Smardzewicach (w pobliżu Tomaszowa Mazowieckiego) i spiętrzeniu rzeki, w pobliżu miasta powstał Zalew Sulejowski. Miasto położone jest 15 km od Piotrkowa Trybunalskiego i 64 km od Łodzi.
Sulejów znajduje się w ziemi sieradzkiej. Prywatne miasto duchowne, własność opactwa cystersów w Sulejowie, położone było w końcu XVI wieku w powiecie piotrkowskim województwa sieradzkiego.

## Położenie
Według danych z 1 stycznia 2011 r. powierzchnia miasta wynosiła 26,26 km².
Podział terytorialny Polski (TERYT) wymienia następujące części miasta: Dobra Woda, Podklasztorze, Podkurnędz, Podwłodzimierzów, Radońka i Zacisze.

## Historia

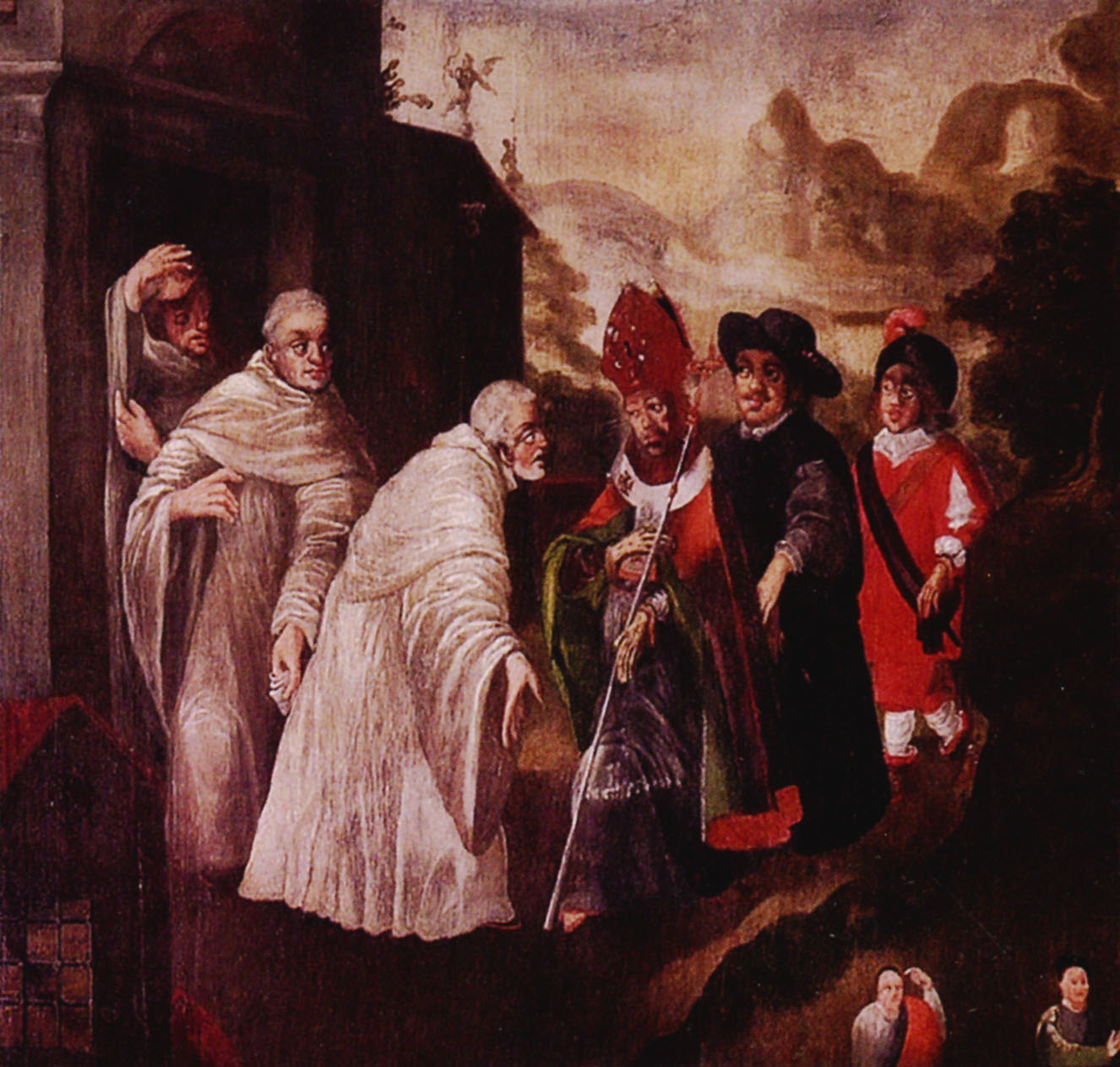
Obraz olejny przedstawiający przybycie biskupa wendeńskiego i opata cysterskiego Ottona Schenkinga do opactwa cystersów w Sulejowie

Początki osady związane są z istniejącą przy przeprawie przez Pilicę komorą celną, rozwój grodu związany jest z opactwem cysterskim, ufundowanym tu w 1176–1177 r. przez Kazimierza Sprawiedliwego. Opactwo zostało założone w miejscu, które obecnie nazywa się Podklasztorze. Prawa miejskie miasto uzyskało w połowie XIII wieku, potwierdził je Władysław Łokietek w 1308 r.
Wielkim wydarzeniem w historii miasta był wiec, który odbył się 20–23 czerwca 1318 r. Na tym wiecu uroczyście przyjęto warunki papieskie i uchwalono wznowienie Królestwa Polskiego. Wystosowano prośbę do papieża Jana XXII aby wyraził zgodę na koronację Władysława Łokietka. W poselstwie do Awinionu wysłano biskupa kujawskiego Gerwarda.
Sulejów położony był przy szlaku handlowym ze Śląska i Wielkopolski na Ruś. W 1410 roku opactwo cysterskie było jednym z miejsc postoju wojsk polskich prowadzonych przez Władysława Jagiełłę na pola Grunwaldu.
Zniszczenia podczas potopu szwedzkiego spowodowały upadek miasta. W 1819 r. skasowano klasztor cysterski, a Sulejów stał się miastem rządowym. W latach 1870–1927 Sulejów był pozbawiony praw miejskich i został włączony do zbiorowej gminy wiejskiej Łęczno, a od 1912 r. stanowił osobną gminę, ale nadal nieposiadającą praw miejskich. W 1927 r. Sulejów odzyskał prawa miejskie, co przyczyniło się do jego szybszego rozwoju.
Ponowna stagnacja nastąpiła po 1939 r. 4 września 1939 r. niemiecka Luftwaffe zbombardowała Sulejów. W wyniku działań wojennych Sulejów został zniszczony w 80%, a pod gruzami domów i w obozach zginęło ponad 2000 mieszkańców.
Podczas okupacji hitlerowskiej, w październiku 1939 roku Niemcy utworzyli getto dla żydowskich mieszkańców miasta i okolic. Przebywało w nim około 1500 Żydów. W październiku 1942 zostali wywiezieni do getta w Piotrkowie Trybunalskim, a stamtąd do obozu zagłady Treblinka II i tam zamordowani.
Po II wojnie światowej miasto zostało odbudowane. Dalej głównym zajęciem dla mieszkańców było wypalanie wapna. W 1986 r. do klasztoru wrócili cystersi.

### Historia gospodarcza

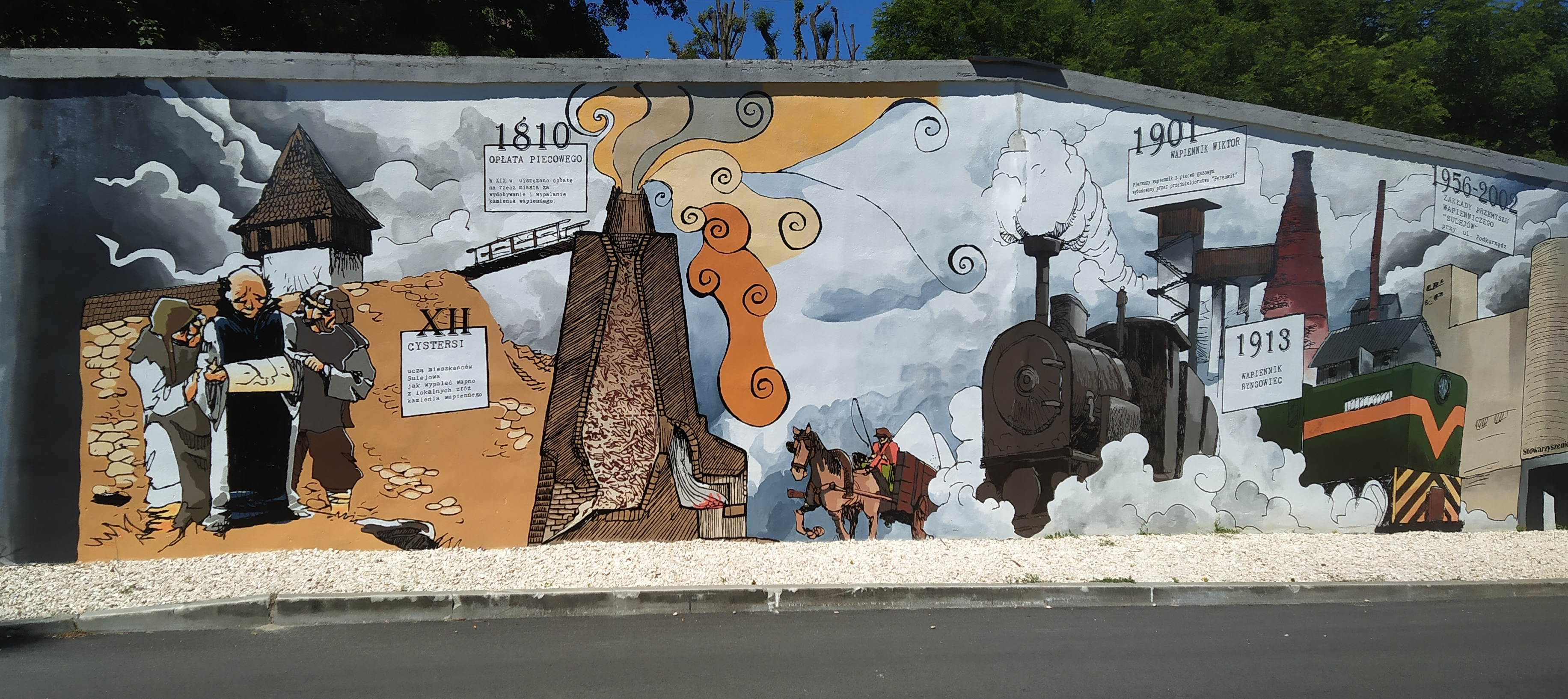
Mural przedstawiający historię przemysłu wapienniczego w Sulejowie

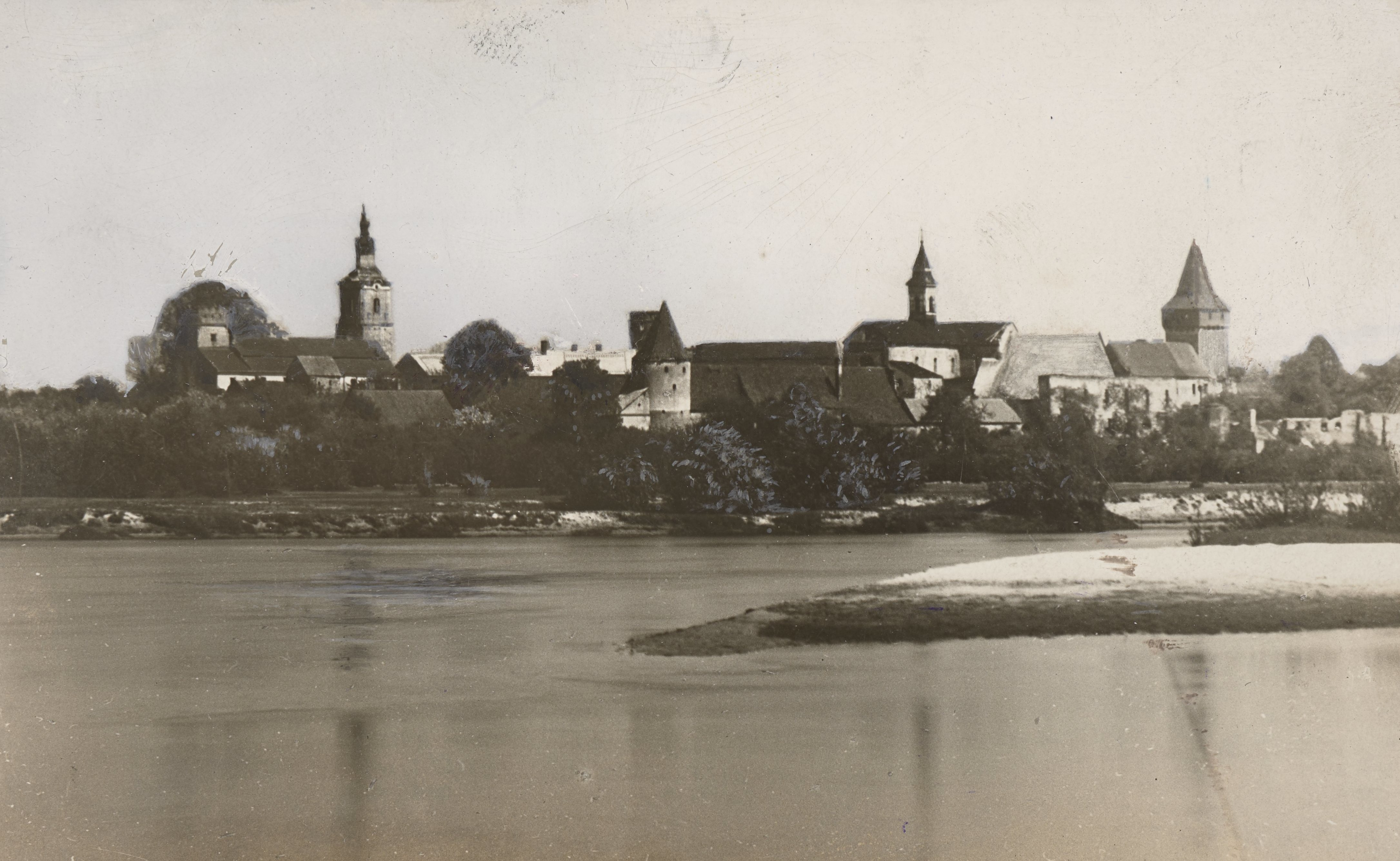
Widok ogólny przed 1932 r.

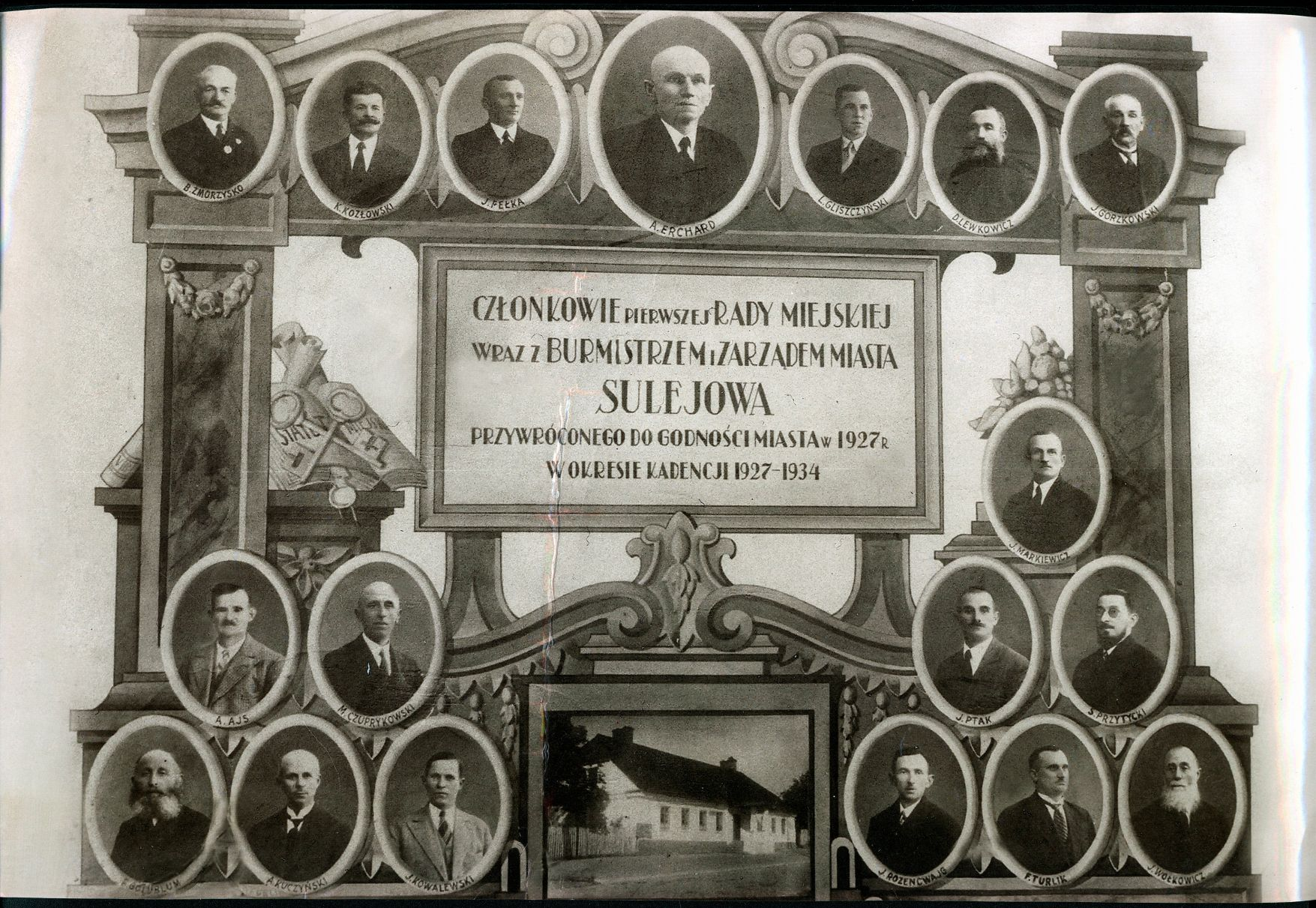
Rada Miejska Sulejowa

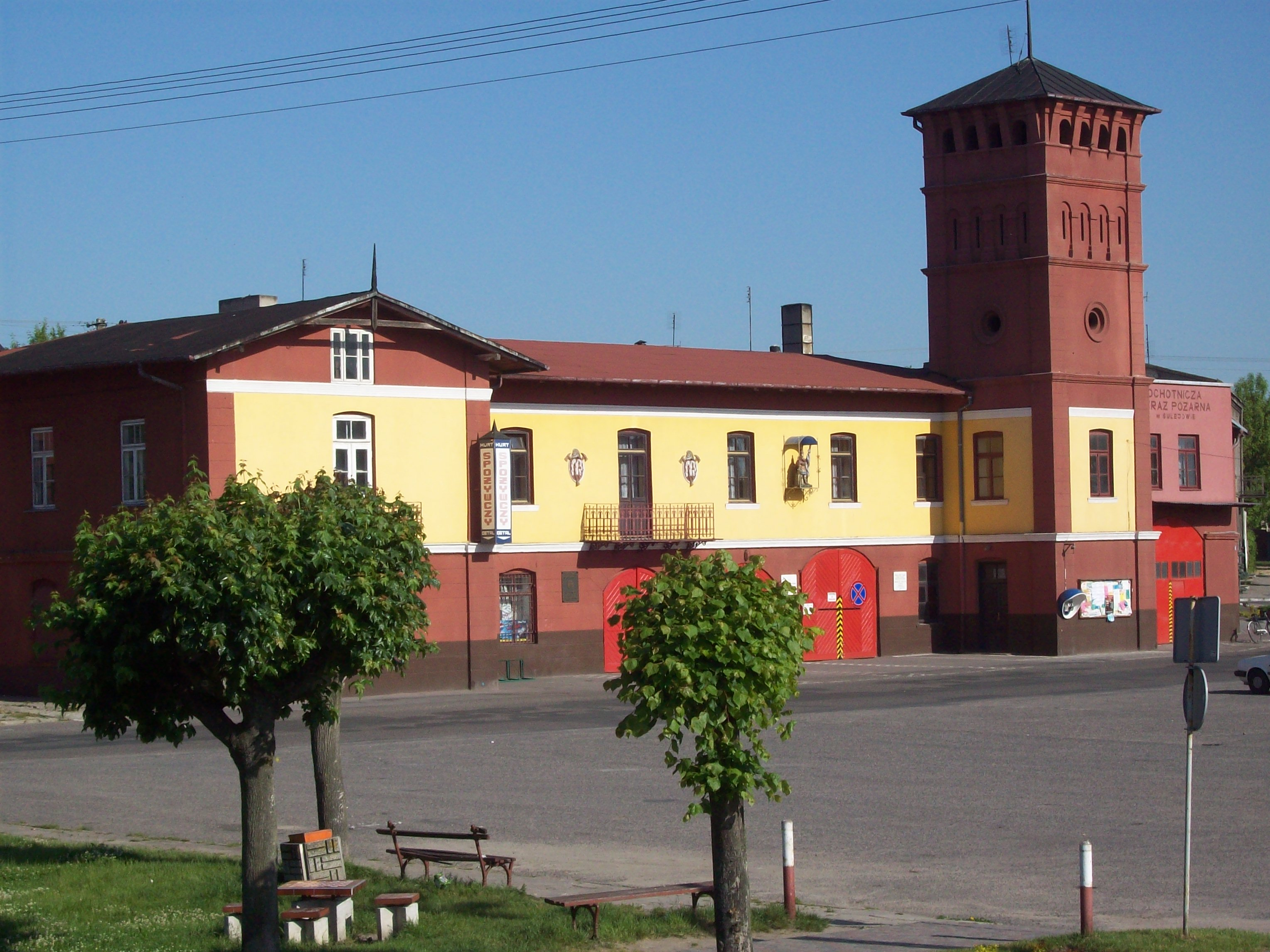
OSP w Sulejowie (założona w 1905)

Eksploatacja puszczańskich lasów i przerób drzewa oraz wypalanie wapna stały się głównym rzemiosłem mieszkańców Sulejowa. Zahamowane zostało ono w wyniku licznych wojen i najazdów szwedzkich oraz pożarów.
Sulejów zasłynął z produkcji wapna, które początkowo wypalane było sposobem rzemieślniczym w piecach ziemnych opalanych węglem drzewnym. W okolicach Sulejowa znajdowały się bogate złoża kamienia wapiennego, którego wydobycie i wypalanie upowszechniło się w drugiej połowie XIX w.
Duża część wapna spławiana była Pilicą do Wisły i dalej do Warszawy i Gdańska. Przemysłowe piece wapiennicze powstały w ostatnim ćwierćwieczu XIX w. W 1875 r. w księgach hipotecznych widnieją zapiski o działalności trzech wapienników przy ul. Piotrkowskiej. Po prawej stronie Pilicy rozlokowane były kopalnie kamienia wapiennego, których właścicielem był Józef Fritsch. Na przełomie XIX i XX w. do wypalania wapna zaczęto używać węgla kamiennego (wcześniej używano węgla drzewnego). W 1900 r. w mieście było 11 przedsiębiorstw wapienniczych. W 1905 i 1908 r. wybudowano piece szybowe do wypalania wapna. W wyniku dalszego rozwoju przemysłu wapienniczego w 1912 r. wybudowano kolejny piec 16-komorowy typu „Hoffman”.
Przemysł wapienniczy wpłynął pozytywnie na rozwój miasta, m.in. na wzrost liczby ludności. W 1901 r. liczba mieszkańców Sulejowa wynosiła 4200 osób, a domów zwiększyła się ze 157 w 1862 r. do 246 w 1901 r.
Dużym problemem stał się transport wapna na większe odległości. Samą tylko Koleją Warszawsko-Wiedeńską z Piotrkowa Trybunalskiego wysyłano rocznie 1200 wagonów wapna. Wywożono również duże ilości drewna, a do miasta przywożono węgiel kamienny.
Zarząd Kolei Dąbrowskiej był początkowo zainteresowany budową linii kolejowej Piotrków Trybunalski – Sulejów – Opoczno, ale projekt ten nie został zrealizowany. Potrzeba szybkiego i większego transportu wymusiła na przedsiębiorcach budowę kolejki wąskotorowej Sulejów – Piotrków Trybunalski. W 1899 r. został zatwierdzony projekt techniczny, a już w 1904 r. oddano linię wąskotorową Sulejów – Piotrków Trybunalski do eksploatacji. Przyczynił się do tego właściciel ziemski z powiatu opoczyńskiego Stanisław Psarski, główny udziałowiec i inicjator inwestycji. Przewożono nie tylko wapno, drewno i węgiel, ale wożono również pasażerów.

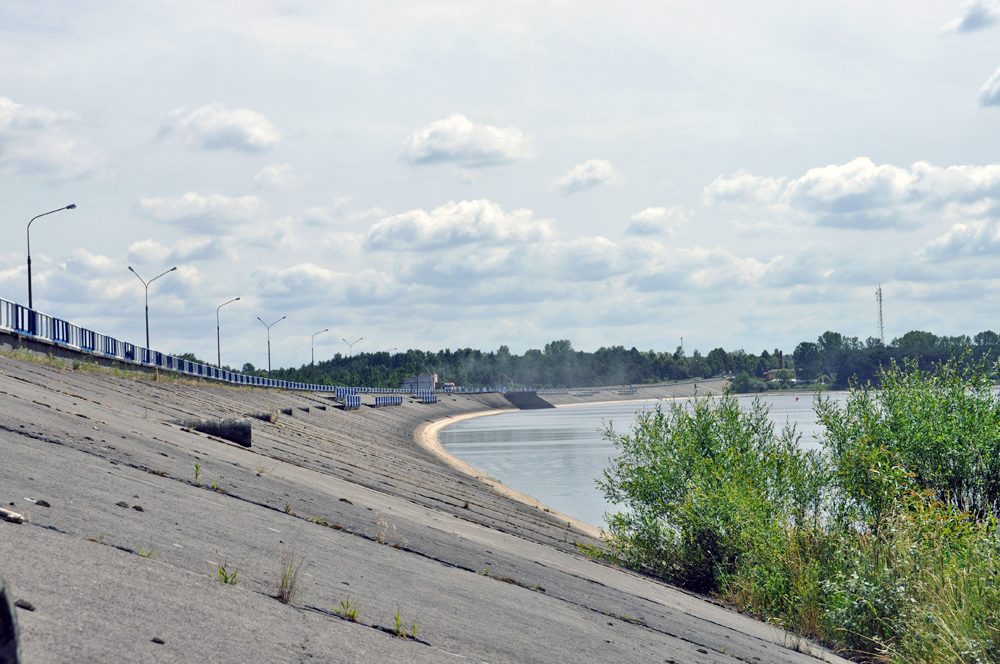
Tama na Zalewie Sulejowskim (1969–1973)

Po zakończeniu działań wojennych i odbudowie zniszczonych pieców, uruchomiono produkcję wapna. Pod zarządem państwowym pracowały wapienniki „Pereswit” (piece „Ryngowiec” i „Wiktor”) oraz Zakłady Wapiennicze „Sulejów Górny” (piece „Jan” i „Wapiennik Nowy”). Do 1950 r. funkcjonowały one w ramach Zjednoczenia Terenowego Przemysłu Materiałów Budowlanych w Łodzi. W 1951 r. znacjonalizowano prywatne piece, przekazując je do Piotrkowskiego Przedsiębiorstwa Przemysłu Terenowego Materiałów Budowlanych. Z dniem 19 marca 1956 r., zarządzeniem Prezydium Powiatowej Rady Narodowej w Piotrkowie Tryb., utworzono w Sulejowie przedsiębiorstwo pod nazwą „Sulejowskie Zakłady Przemysłu Materiałów Budowlanych”. W 1963 r. zreorganizowano zakłady, nadając im nazwę „Sulejowskie Przedsiębiorstwo Terenowego Przemysłu Wapienniczego w Sulejowie”. W roku następnym zmieniono nazwę na Zakłady Przemysłu Wapienniczego „Sulejów”, włączając je do Zjednoczenia Przemysłu Wapienniczego i Gipsowego w Krakowie. Od 1974 r., z powodu likwidacji Zjednoczenia w Krakowie, wapienniki sulejowskie włączono w skład Łódzkiego Kombinatu Cementowo-Wapienniczego w Działoszynie (później Kombinat Cementowo-Wapienniczy „Warta” w Działoszynie). W 1986 roku głównie z przyczyn ekonomicznych Piotrkowską Koleją Wąskotorową zaprzestano przewozów wapna i węgla, a w 1989 r. również pasażerów. W 1990 r. na mocy zarządzenia ministra przemysłu powstały „Zakłady Przemysłu Wapienniczego w Sulejowie”. W 1996 r. w ZPW w Sulejowie wprowadzono zarząd komisaryczny; pomimo programu naprawczego 23 września 2002 r. Sąd Rejonowy w Piotrkowie Tryb. ogłosił upadłość przedsiębiorstwa. W latach 2005–2006 linia wąskotorowa Sulejów – Piotrków Tryb. została rozebrana.
Obecny program rewitalizacji miasta Sulejowa nie przewiduje odnowienia wapienników i przywrócenia ich do dawnej świetności choćby dla turystów.

## Demografia

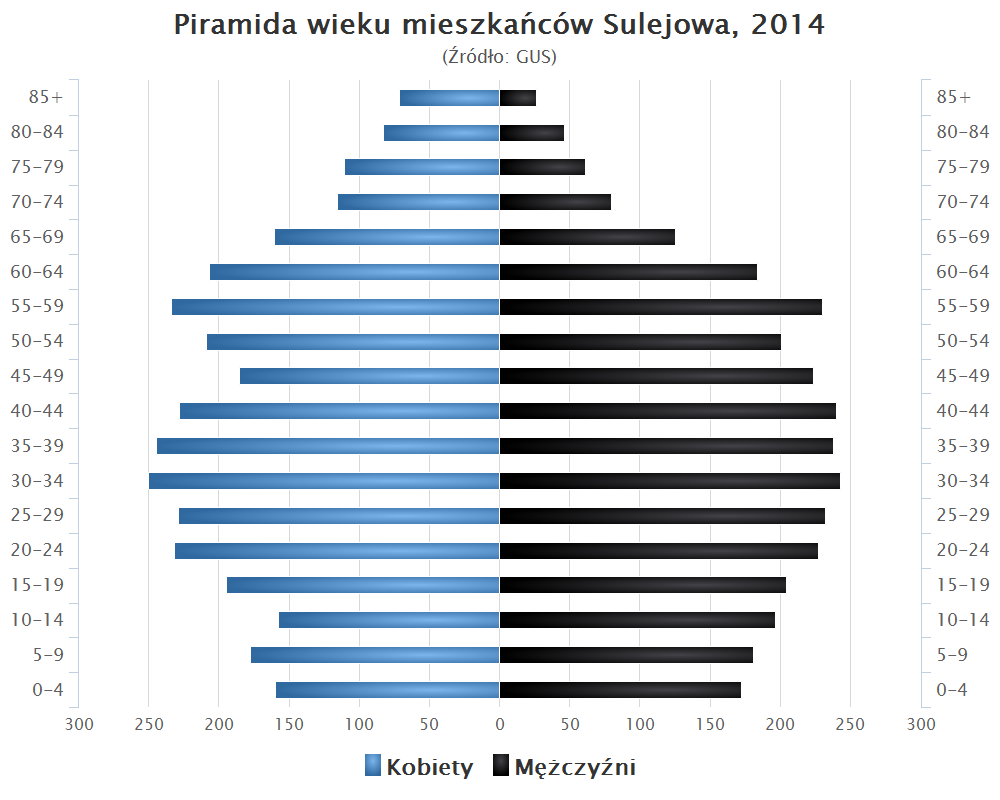
Piramida wieku mieszkańców Sulejowa w 2014 roku

## Transport
Sulejów stanowi węzeł komunikacyjny. Przez miasto przebiegają drogi krajowe:
- droga krajowa nr 12 – przejście graniczne z Niemcami w Łęknicy – Leszno – Kalisz – Piotrków Trybunalski – Sulejów – Radom – Lublin – Berdyszcze – przejście graniczne z Ukrainą w Dorohusku.
- droga krajowa nr 74 – węzeł Wieluń (S8) – Wieluń – Bełchatów – Piotrków Trybunalski – Sulejów – Kielce – Opatów – Szczebrzeszyn – Zamość – przejście graniczne z Ukrainą w Zosinie.

## Turystyka i zabytki

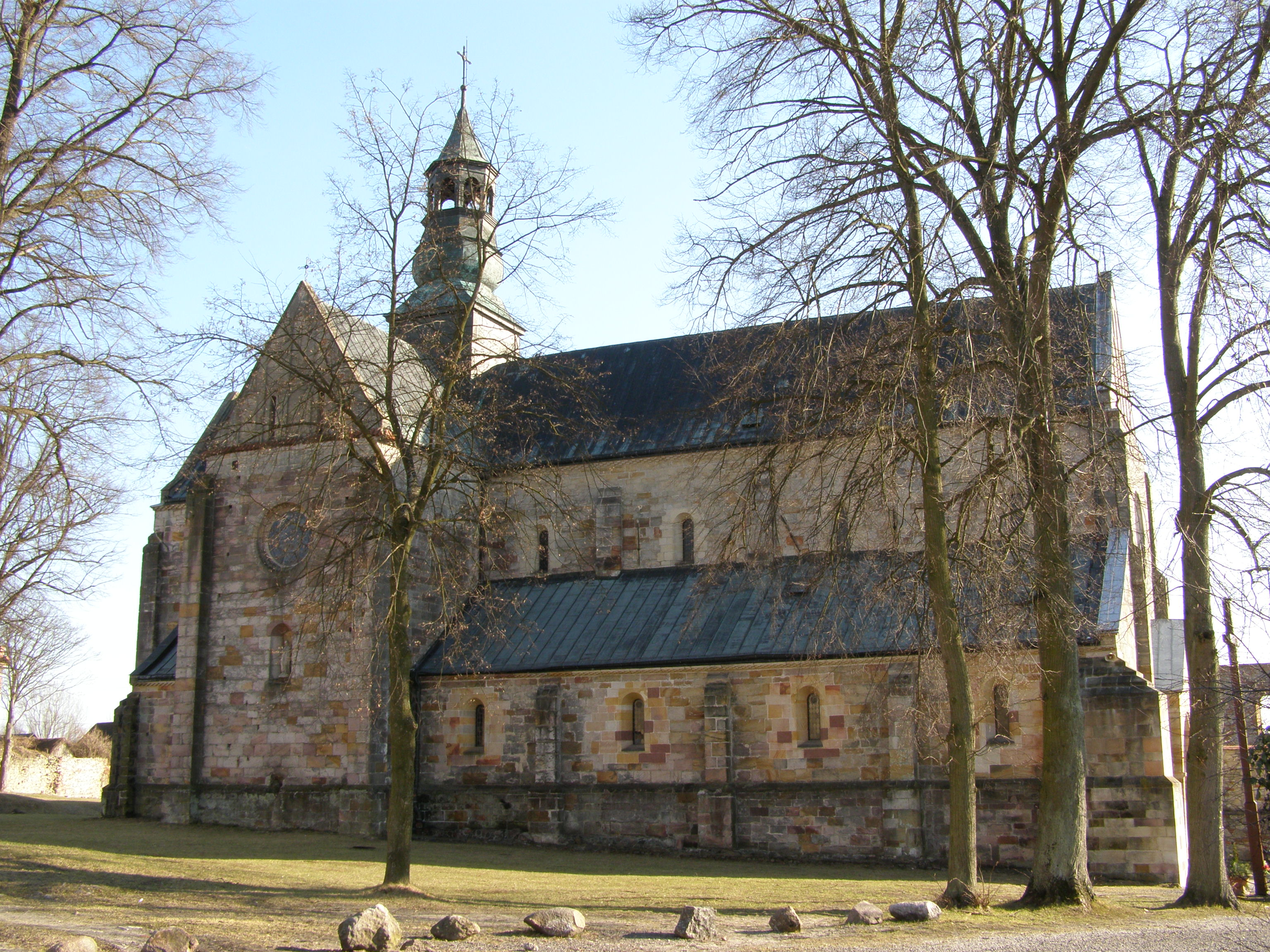
Romański kościół cystersów pw. św. Tomasza

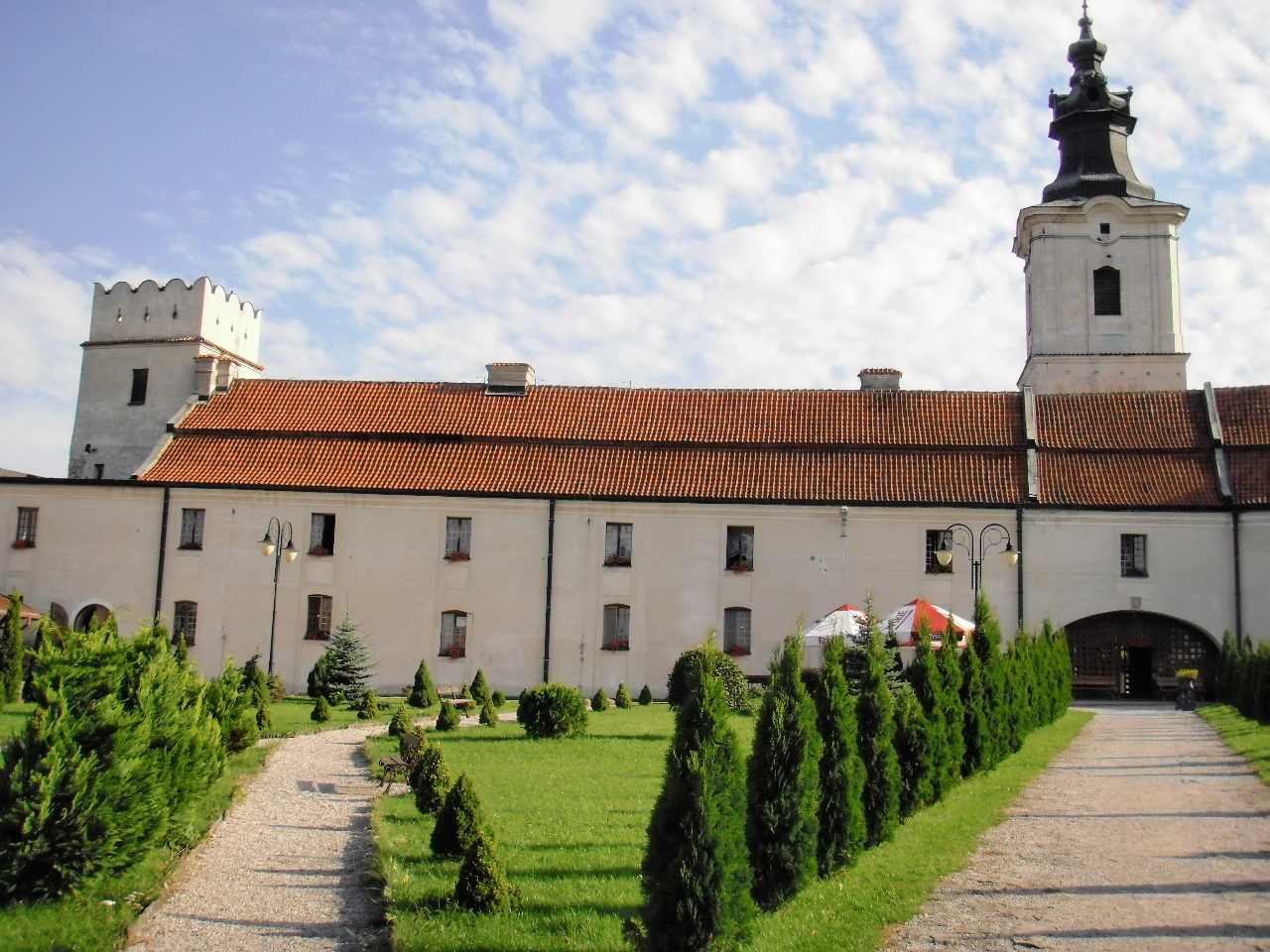
Brama Krakowska, po lewej baszta Attykowa

Według rejestru zabytków NID na listę zabytków wpisane są obiekty:
- Zespół klasztorny opactwa cysterskiego w Sulejowie, jeden z najlepiej zachowanych zespołów cysterskich w Polsce, XII-XIV w., XVIII w., nr rej.: 569 z 16.09.1971 oraz 429 z 17.08.1992:
  - kościół parafialny pw. św. Tomasza – trójnawowa bazylika z transeptem. Jego budowa rozpoczęła się ok. 1177 r., data konsekracji kościoła, rok 1232, przyjmowana jest jako zakończenie budowy. Bryła kościoła zachowała się w nienaruszonym układzie. Najciekawiej prezentują się romański portal i rozeta. Wyposażenie kościoła pochodzi z okresów baroku i rokoka. Siedziba parafii św. Tomasza Kantuaryjskiego w Sulejowie
  - skrzydło wschodnie klasztoru z późnoromańskim kapitularzem i gotyckimi krużgankami. Sklepienie refektarza opiera się na jednym filarze umieszczonym w środku pomieszczenia. Z całego klasztoru zachowały się tylko dwa skrzydła – wschodnie, w którym obecnie znajduje się izba regionalna i skrzydło południowe, pochodzące z XVI wieku, które jest w ruinie (dawniej trzy skrzydła klasztoru i kościół otaczały wirydarz)
  - arsenał z basztą Opacką
  - zabudowania gospodarcze
  - baszta Muzyczna
  - brama Krakowska
  - baszta Attykowa
  - baszta Rycerska
  - baszta Mauretańska
  - pozostałości młyna
  - obwód warowny – mury
  - teren klasztoru i pozostałości ogrodu

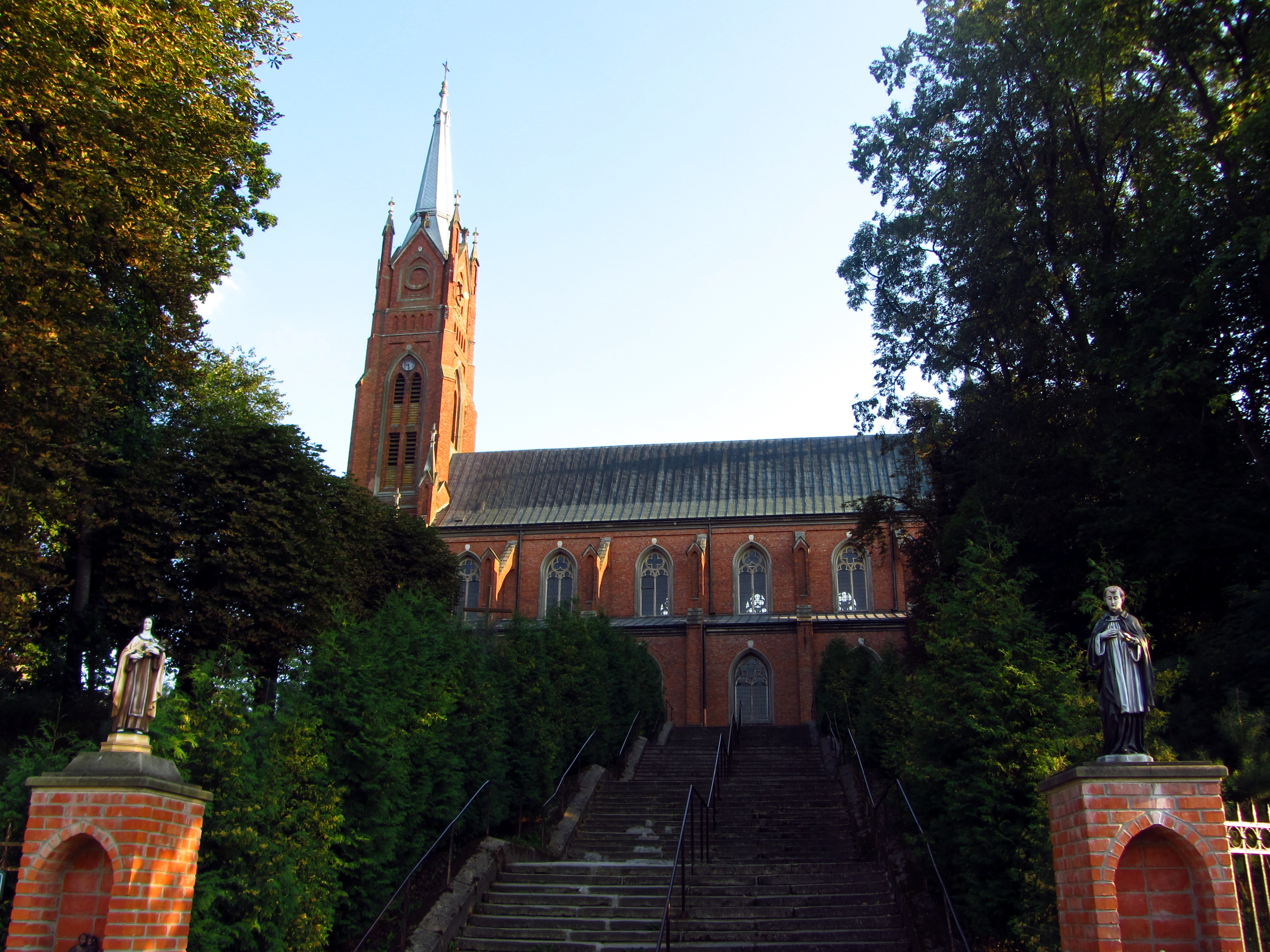
Kościół parafialny pw. św. Floriana

- Kościół parafialny pw. św. Floriana, ul. Podkurnędz 2, 1901–1903, nr rej.: 358 z 21.08.1985
- Kaplica pw. NMP, 1644, nr rej.: 168-IX-14 z 7.07.1948 i z 30.01.1960 oraz 190 z 27.09.1967
- Kaplica cmentarna Wackowskich, 1811, nr rej.: 495-IX-59 z 8.09.1949 oraz 189 z 27.09.1967

Przez miasto przebiega niebieski pieszy Szlak Rekreacyjny Rzeki Pilicy.

## Wspólnoty wyznaniowe
- Kościół rzymskokatolicki:
  - parafia św. Tomasza Kantuaryjskiego
  - parafia Świętego Floriana

## Współpraca międzynarodowa
Miasta i gminy partnerskie:
- Tišnov
- Heves
- Slawuta